# 3871 Reiz
3871 Reiz eller 1982 DR2 är en asteroid i huvudbältet som upptäcktes den 18 februari 1982 av den danske astronomen Richard West vid La Silla-observatoriet. Den är uppkallad efter den danske astronomen Anders Reiz.
Asteroiden har en diameter på ungefär 20 kilometer och den tillhör asteroidgruppen Ursula.